# Чулковка
Чулковка или Кисийоки, Нисайоки (фин. Nisajoki) — река в России, протекает по Выборгскому району Ленинградской области. Река впадает в бухту Нисалахти Финского залива. Длина реки — 21 км, площадь её водосборного бассейна — 72 км².

## Данные водного реестра
По данным государственного водного реестра России относится к Балтийскому бассейновому округу, водохозяйственный участок реки — Реки и озера бассейна Финского залива от границы РФ с Финляндией до северной границы бассейна р. Нева, речной подбассейн реки — Нева и реки бассейна Ладожского озера (без подбассейна Свирь и Волхов, российская часть бассейнов). Относится к речному бассейну реки Нева (включая бассейны рек Онежского и Ладожского озера).